# Evolução do Colégio dos Cardeais sob o pontificado de João XXIII
Este artigo apresenta a evolução dentro do Sacro Colégio ou Colégio dos Cardeais durante o pontificado do Papa João XXIII, de 25 de outubro de 1958, data da abertura do conclave que o elegeu, até 19 de junho de 1963, data da abertura do conclave que elegeria seu sucessor.

## Evolução
Após a eleição do então cardeal Angelo Giuseppe Roncalli, o colégio consistia de 52 cardeais. João XXIII criou 52 cardeais em cinco consistórios. 22 deles morreram durante o seu pontificado.
| Data                                           | Evento                                                   | total |
| ---------------------------------------------- | -------------------------------------------------------- | ----- |
| 28 de outubro de 1958                          | Eleição do cardeal Angelo Giuseppe Roncalli (João XXIII) | 52    |
| de 4 de dezembro de 1958 a 20 de março de 1963 | Cardeais criados                                         | +52   |
| de 4 de dezembro de 1958 a 20 de março de 1963 | Cardeais falecidos                                       | -22   |
| 3 de junho de 1963                             | Morte do Papa João XXIII                                 | 82    |
| 22 de junho de 1963                            | Eleição do cardeal Giovanni Battista Montini (Paulo VI)  | 81    |

## Composição por país de origem
Entre o conclave de 1958 e o conclave de 1963, a composição do colégio por país de origem permaneceu praticamente inalterada: os italianos eram cerca de um terço, um terço de outros europeus e um terço de não-europeus.
|                    | 1958 | 1963 |
| ------------------ | ---- | ---- |
| Tanzânia           |      | 1    |
| Total Africa       |      | 1    |
| Argentina          | 2    | 2    |
| Brasil             | 3    | 3    |
| Canadá             | 2    | 2    |
| Chile              | 1    | 1    |
| Colômbia           | 1    | 1    |
| Cuba               | 1    |      |
| Equador            | 1    | 1    |
| México             |      | 1    |
| Paraguai           |      | 1    |
| Estados Unidos     | 2    | 5    |
| Uruguai            |      | 1    |
| Venezuela          |      | 1    |
| Total América      | 13   | 19   |
| Armênia            |      | 1    |
| China              | 1    | 1    |
| Filipinas          |      | 1    |
| Japão              |      | 1    |
| Índia              | 1    | 1    |
| Iraque             | 1    | 1    |
| Total Ásia         | 3    | 6    |
| Áustria            |      | 1    |
| Bélgica            | 1    | 1    |
| França             | 6    | 7    |
| Alemanha Ocidental | 2    | 3    |
| Irlanda            | 1    | 1    |
| Itália             | 17   | 29   |
| Iugoslávia         | 1    |      |
| Países Baixos      |      | 1    |
| Polónia            | 1    | 1    |
| Portugal           | 2    | 2    |
| Reino Unido        |      | 1    |
| Espanha            | 3    | 6    |
| Hungria            | 1    | 1    |
| União Soviética    | 1    | 1    |
| Total Europe       | 36   | 55   |
| Austrália          | 1    | 1    |
| Total da Oceania   | 1    | 1    |
| Total              | 53   | 82   |

## Composição por consistório
Como resultado da considerável diferença na duração dos pontificados de Pio XII e de João XXIII, nos conclaves que se seguiram à sua morte, os cardeais criados pelos pontífices anteriores subiram de 25 para 45.
| Consistório            | 1958 | 1963 |
| ---------------------- | ---- | ---- |
| Junho de 1927          | 1    |      |
| Dezembro de 1929       | 1    | 1    |
| Junho de 1930          | 1    | 1    |
| Março de 1933          | 4    | 1    |
| Dezembro de 1935       | 3    | 2    |
| Junho de 1936          | 1    | 1    |
| Dezembro 1937          | 2    | 2    |
| Criados por Pio XI     | 13   | 8    |
| Fevereiro de 1946      | 18   | 15   |
| Janeiro de 1953        | 22   | 14   |
| Criados por Pio XII    | 40   | 29   |
| Dezembro de 1958       |      | 19   |
| Dezembro 1959          |      | 7    |
| Março de 1960          |      | 6    |
| Janeiro de 1961        |      | 4    |
| Março de 1962          |      | 9    |
| Criados por João XXIII |      | 45   |
| Total                  | 53   | 82   |

## Evolução durante o pontificado
| Data                    | Evento                                                                 | País                 | Cardeais |
| ----------------------- | ---------------------------------------------------------------------- | -------------------- | -------- |
| 25 de outubro de 1958   | Cardeais na época do conclave de outubro de 1958                       | Vaticano             | 53       |
| 28 de outubro de 1958   | Eleição papal do cardeal Angelo Giuseppe Roncalli como Papa João XXIII | Vaticano             | 52       |
| 4 de dezembro de 1958   | Morte do cardeal José María Caro Rodríguez (92 anos)                   | Chile                | 51       |
| 15 de dezembro de 1958  | criação de 23 Cardeais:                                                | Vaticano             | 74       |
| 15 de dezembro de 1958  | Giovanni Battista Montini (futuro Papa Paulo VI)                       | Itália               | 74       |
| 15 de dezembro de 1958  | Giovanni Urbani                                                        | Itália               | 74       |
| 15 de dezembro de 1958  | Paolo Giobbe                                                           | Itália               | 74       |
| 15 de dezembro de 1958  | Giuseppe Fietta                                                        | Itália               | 74       |
| 15 de dezembro de 1958  | Fernando Cento                                                         | Itália               | 74       |
| 15 de dezembro de 1958  | Carlo Chiarlo                                                          | Itália               | 74       |
| 15 de dezembro de 1958  | Amleto Giovanni Cicognani                                              | Itália               | 74       |
| 15 de dezembro de 1958  | José Garibi y Rivera                                                   | México               | 74       |
| 15 de dezembro de 1958  | Antonio María Barbieri, O.F.M.Cap.                                     | Uruguai              | 74       |
| 15 de dezembro de 1958  | William Godfrey                                                        | Reino Unido          | 74       |
| 15 de dezembro de 1958  | Carlo Confalonieri                                                     | Itália               | 74       |
| 15 de dezembro de 1958  | Richard James Cushing                                                  | Estados Unidos       | 74       |
| 15 de dezembro de 1958  | Alfonso Castaldo                                                       | Itália               | 74       |
| 15 de dezembro de 1958  | Paul-Marie-André Richaud                                               | França               | 74       |
| 15 de dezembro de 1958  | John Francis O'Hara, C.S.C.                                            | Estados Unidos       | 74       |
| 15 de dezembro de 1958  | José María Bueno y Monreal                                             | Espanha              | 74       |
| 15 de dezembro de 1958  | Franz König                                                            | Áustria              | 74       |
| 15 de dezembro de 1958  | Julius August Döpfner                                                  | Alemanha             | 74       |
| 15 de dezembro de 1958  | Domenico Tardini                                                       | Itália               | 74       |
| 15 de dezembro de 1958  | Alberto di Jorio                                                       | Itália               | 74       |
| 15 de dezembro de 1958  | Francesco Bracci                                                       | Itália               | 74       |
| 15 de dezembro de 1958  | Francesco Roberti                                                      | Itália               | 74       |
| 15 de dezembro de 1958  | André-Damien-Ferdinand Jullien, P.S.S.                                 | França               | 74       |
| 4 de maio de 1959       | Morte do cardeal Georges Grente (86 anos)                              | França               | 73       |
| 7 de maio de 1959       | Morte do cardeal Crisanto Luque (70 anos)                              | Colômbia             | 72       |
| 2 de novembro de 1959   | Morte do cardeal Federico Tedeschini (86 anos)                         | Itália               | 71       |
| 14 de dezembro de 1959  | criação de 8 Cardeais:                                                 | Vaticano             | 79       |
| 14 de dezembro de 1959  | Paolo Marella                                                          | Itália               | 79       |
| 14 de dezembro de 1959  | Gustavo Testa                                                          | Itália               | 79       |
| 14 de dezembro de 1959  | Aloisius Joseph Muench                                                 | Estados Unidos       | 79       |
| 14 de dezembro de 1959  | Albert Gregory Meyer                                                   | Estados Unidos       | 79       |
| 14 de dezembro de 1959  | Arcadio María Larraona Saralegui, C.M.F.                               | Espanha              | 79       |
| 14 de dezembro de 1959  | Francesco Morano                                                       | Itália               | 79       |
| 14 de dezembro de 1959  | William Theodore Heard                                                 | Reino Unido          | 79       |
| 14 de dezembro de 1959  | Agostinho Bea, S.J.                                                    | Alemanha             | 79       |
| 10 de fevereiro de 1960 | Morte do cardeal Alojzije Stepinac (61 anos)                           |                      | 78       |
| 28 de março de 1960     | criação de 7 Cardeais + 3 In Pectore:                                  | Vaticano             | 85       |
| 28 de março de 1960     | Luigi Traglia                                                          | Itália               | 85       |
| 28 de março de 1960     | Peter Tatsuo Doi                                                       | Japão                | 85       |
| 28 de março de 1960     | Joseph-Charles Lefèbvre                                                | França               | 85       |
| 28 de março de 1960     | Bernardus Johannes Alfrink                                             | Países Baixos        | 85       |
| 28 de março de 1960     | Rufino Jiao Santos                                                     | Filipinas            | 85       |
| 28 de março de 1960     | Laurean Rugambwa                                                       | Tanganica            | 85       |
| 28 de março de 1960     | Antonio Bacci                                                          | Itália               | 85       |
| 12 de julho de 1960     | Morte do cardeal Pietro Fumasoni Biondi (87 anos)                      | Itália               | 84       |
| 28 de agosto de 1960    | Morte do cardeal John Francis O'Hara (72 anos)                         | Estados Unidos       | 83       |
| 1 de outubro de 1960    | Morte do cardeal Giuseppe Fietta (76 anos)                             | Itália               | 82       |
| 31 de dezembro de 1960  | Morte do cardeal Joseph Wendel (59 anos)                               | Alemanha             | 81       |
| 16 de janeiro de 1961   | criação de 4 Cardeais:                                                 | Vaticano             | 85       |
| 16 de janeiro de 1961   | Joseph Elmer Ritter                                                    | Estados Unidos       | 85       |
| 16 de janeiro de 1961   | José Humberto Quintero Parra                                           | Venezuela            | 85       |
| 16 de janeiro de 1961   | Luis Concha Córdoba                                                    | Colômbia             | 85       |
| 16 de janeiro de 1961   | Giuseppe Antonio Ferretto                                              | Itália               | 85       |
| 6 de março de 1961      | Morte do cardeal Marcello Mimmi (78 anos)                              | Itália               | 84       |
| 30 de julho de 1961     | Morte do cardeal Domenico Tardini (73 anos)                            | Itália               | 83       |
| 3 de agosto de 1961     | Morte do cardeal Nicola Canali (87 anos)                               | Itália               | 82       |
| 6 de agosto de 1961     | Morte do cardeal Jozef-Ernest van Roey (87 anos)                       | Bélgica              | 81       |
| 22 de dezembro de 1961  | Morte do cardeal Elia Dalla Costa (89 anos)                            | Itália               | 80       |
| 5 de fevereiro de 1962  | Morte do cardeal Gaetano Cicognani (80 anos)                           | Itália               | 79       |
| 6 de fevereiro de 1962  | Morte do cardeal Teodósio Clemente de Gouveia (72 anos)                | Portugal             | 78       |
| 15 de fevereiro de 1962 | Morte do cardeal Aloisius Joseph Muench (72 anos)                      | Estados Unidos       | 77       |
| 19 de março de 1962     | criação de 11 Cardeais:                                                | Vaticano             | 87       |
| 19 de março de 1962     | José da Costa Nunes                                                    | Portugal             | 87       |
| 19 de março de 1962     | Giovanni Panico                                                        | Itália               | 87       |
| 19 de março de 1962     | Ildebrando Antoniutti                                                  | Itália               | 87       |
| 19 de março de 1962     | Efrem Forni                                                            | Itália               | 87       |
| 19 de março de 1962     | Juan Landázuri Ricketts, O.F.M.                                        | Peru                 | 87       |
| 19 de março de 1962     | Gabriel Acacius Coussa, O.S.B.A.M.                                     | Síria                | 87       |
| 19 de março de 1962     | Raúl Silva Henríquez, S.D.B.                                           | Chile                | 87       |
| 19 de março de 1962     | Leo-Jozef Suenens                                                      | Bélgica              | 87       |
| 19 de março de 1962     | Michael Browne, O.P.                                                   | República da Irlanda | 87       |
| 19 de março de 1962     | Joaquín Anselmo María Albareda, O.S.B.                                 | Espanha              | 87       |
| 7 de julho de 1962      | Morte do cardeal Giovanni Panico (67 anos)                             | Itália               | 86       |
| 29 de julho de 1962     | Morte do cardeal Gabriel Acacius Coussa (64 anos)                      | Síria                | 85       |
| 22 de janeiro de 1963   | Morte do cardeal William Godfrey (73 anos)                             | Reino Unido          | 84       |
| 1 de fevereiro de 1963  | Morte do cardeal John Francis D'Alton (80 anos)                        | República da Irlanda | 83       |
| 20 de março de 1963     | Morte do cardeal Manuel Arteaga y Betancourt (83 anos)                 | Cuba                 | 82       |
| 3 de junho de 1963      | Morte do Papa João XXIII (81 anos)                                     | Vaticano             | 82       |